# Den fredliga draken (kortfilm)
Den fredliga draken (engelska: The Reluctant Dragon) är en amerikansk animerad kortfilm från 1946. Filmen är ursprungligen en del av långfilmen med samma namn från 1941.

## Handling
Ett rykte går i staden om en ondskefull eldsprutande drake. Påståendet visar sig dock vara falskt, då draken både är fredlig och erfaren inom poesi. Riddaren Sir Giles blir snabbt vän med draken, men eftersom stadens invånare förväntar sig att det ska bli en våldsam strid får de båda iscensätta en duell.

## Om filmen
Filmen är baserad på sagan The Reluctant Dragon från novellsamlingen Dream Days från 1898 av Kenneth Grahame.
Filmen är en kortfilmsversion av långfilmen Den fredliga draken som ursprungligen släpptes 1941 som bestod av olika episoder, både spelfilmsinlag och animerade inslag. Denna version består dock enbart av de animerade inslagen av episoden med samma namn.
Eftersom långfilmsversionen vann en Oscar för bästa animerade film, lades denna version till i nyupplagan av samlingsfilmen Academy Award Review of Walt Disney Cartoons 1966 som bestod av kortfilmer producerade av Disney som vunnit en Oscar.
Filmen har släppts på hemvideo i USA ett antal gånger. 1975 släpptes filmen på 16-millimetersfilm, och 1987 på VHS.
2006 släpptes en svensk DVD-utgåva av filmen med svenskspråkig dubbning.

## Rollista
| Roll      | Originalröst     | Svensk röst      |
| Draken    | Barnett Parker   | Andreas Nilsson  |
| Sir Giles | Claud Allister   | Claes Ljungmark  |
| Pojken    | Billy Lee        | Marcus Andersson |
| Berättare | J. Donald Wilson |                  |